# Rancho Cucamonga
Rancho Cucamonga város az USA Kalifornia államában, San Bernardino megyében. Lakosainak száma 174 453 fő (2020. április 1.).

## Népesség
A település népességének változása:

| 2010 | 165 269 |
| 2020 | 174 453 |